# Couvent Notre-Dame (Sarlat-la-Canéda)
Le couvent de l'ordre de Notre-Dame se trouve 4, 6 place Salvador-Allende, à Sarlat-la-Canéda, Dordogne, région Aquitaine, France.

## Historique
Un premier couvent de la compagnie Marie Notre-Dame a été fondé dans quelques maisons du faubourg de la Bouquerie en 1633 par des religieuses qui avaient quitté Domme pour fuir une épidémie de peste. Elles reçoivent l'autorisation de s'installer par l'évêque de Sarlat, Louis II de Salignac de La Mothe-Fénelon, en 1637. Cette compagnie avait été fondée en 1607 à Bordeaux par Jeanne de Lestonnac. Cette compagnie était un équivalent féminin de la compagnie de Jésus. Elle avait pour but d'éduquer les jeunes filles et de les garder loin du protestantisme. Mais ce premier couvent a été détruit au cours des combats de la Fronde, en 1652.
En 1671, Paule de Salignac de La Mothe-Fénelon (1641-1723), sœur de Fénelon, supérieure de la compagnie de Marie Notre-Dame, abbesse du couvent de Sarlat, finance la reconstruction du couvent. Elle en a été la supérieure jusqu'en 1690. Le développement du couvent  été permis grâce à l'appui de l'évêque de Sarlat, François II de Salignac de La Mothe-Fénelon, et les familles nobles de la ville.
En 1778, une aile du couvent est transformée en un pavillon de style classique pour en faire un pensionnat de jeunes filles.
Le couvent, vendu comme bien national, est transformé en 1813 pour y installer la gendarmerie et la prison dans les deux corps de bâtiments en L.
En 1839, l'ancien pensionnat de jeunes filles est acheté par le conseil général du département réhabilité pour permettre d'y transférer en 1841 la sous-préfecture qui se trouvait auparavant dans les locaux de l'ancien Présidial.
Les bâtiments de la gendarmerie ont été inscrits au titre des monuments historiques par arrêté du 16 novembre 1949 ; l'escalier monumental et sa rampe ont été classés au titre des monuments historiques par arrêté du 23 avril 1981.